# Макаров, Илия Владимирович
Илия Владимирович Макаров — российский деятель в области религии, образования и культуры. Священнослужитель Русской православной церкви. Руководитель многочисленных культурных и просветительских проектов, посвящённых проблематике исторического наследия России, её культурной идентичности в свете искусства и теологии. Кандидат богословия, доцент, лауреат международных конкурсов.
Настоятель Князь-Владимирского собора г. Санкт-Петербурга, председатель Совета по культуре и Отдела религиозного образования и катехизации Санкт-Петербургской епархии, настоятель Борисоглебского прихода на Синопской набережной, исполнительный директор высших епархиальных курсов святого праведного Иоанна Кронштадтского.

## Биография
Родился во Владивостоке, в семье служащих. В 1999 г. окончил Исторический факультет Санкт-Петербургского государственного университета. В 2007 году защитил диссертацию на степень кандидата богословия в Санкт-Петербургской духовной академии.
В 2007 г. Илия Макаров рукоположен в сан диакона и назначен помощником епископа Петергофского Маркелла (Ветрова), настоятеля Феодоровского государева собора в Царском Селе. С назначение нового ректора Духовной академии епископа Амвросия (Ермакова), становится преподавателем церковного пения в СПбДА и заместителем председателя Отдела религиозного образования и катехизации Санкт-Петербургской епархии.
В 2009 г. возобновляет деятельность Хора духовенства Санкт-Петербургской епархии, становится его директором.
С 2010 г. осуществляет ряд проектов по популяризации классического музыкального наследия в контексте христианского понимания культуры: авторская программа «Музыкальная поэтика» на христианском радио «Мария», лекции-концерты «Сакральная музыка русской культуры» в камерном зале Мариинского театра, интерактивные спектакли на различных площадках Санкт-Петербурга (Ледовый дворец, Александринский театр, Академическая Капелла, Большой зал Филармонии, Манеж, Мариинский театр).
В качестве директора Хора духовенства ведет активную просветительскую деятельность в России и за рубежом (Великобритания, Франция, Швейцария, Словения, Сербия, Италия, Германия, Беларусь) в формате концертов, постоянным ведущим которых стал отец Илия Макаров. 24 апреля 2011 г. на Пасху в Казанском кафедральном соборе Санкт-Петербурга рукоположен в сан иерея и вскоре переходит на новое место службы в храм Успения Богородицы (Блокадный храм).
В 2012 г. создает Совет по культуре Санкт-Петербургской епархии, в состав которого вошли петербургские музыканты, дирижёры, художники, режиссёры, журналисты.
В 2013 г. инициирует создание Благотворительного фонда «Отечество. Культура. Образование.» Становится исполнительным директором епархиальных курсов религиозного образования имени святого Иоанна Кронштадтского. При поддержке Фонда президентских грантов разрабатывает методику духовного просвещения «концерт-проповедь» с Хором духовенства Санкт-Петербургской епархии, издает сборники и записи современной духовной музыки петербургских композиторов, принимает участие в создании максимально удобных для использования мультимедийных пособий и учебников по Основам православной культуры.
В 2017 году открывает первую в России часовню-реликварий, объединяющую десятки христианских реликвий со всего мира, в том числе чудотворных, как недавно обретенных, так и уже известных в православном мире.
В 2024 году становится лауреатом второй степени в двух Международных конкурсах - Международный музыкальный конкурс посвященный И.Ф.Стравинскому (номинация "Композиторы") и Международный конкурс Grand music art (номинация "Музыковедение")
Автор ряда статей, книг и учебных пособий, посвященных духовной музыке.

## Служение
- 2007—2011 — штатный клирик Федоровского государева собора (диакон), с 2009 г. — секретарь викарного архиерея, епископа Петергофского Маркелла (Ветрова).
- с 2009 г. — преподаватель Санкт-Петербургской духовной академии, с 2016 г. — доцент[24].
- с 2011 г. — член Ставленнической комиссии Санкт-Петербургской епархии.
- с 2011 г. — Отдел религиозного образования и катехизации Санкт-Петербургской епархии (первый заместитель председателя, с 2018 года — председатель).
- с 2011 г. — Епархиальные курсы религиозного образования и катехизации им. святого праведного Иоанна Кронштадтского, с 2015 г. — Центр подготовки церковных специалистов при СПбДА (исполнительный директор).
- с 2012 г. — Совет по культуре Санкт-Петербургской епархии (ответственный секретарь, с 2016 г. — председатель)[25].
- с 2012 г. — штатный клирик храма Успения Богородицы на Малой Охте[15].
- с 2018 г. — настоятель прихода храма Святой Троицы на малой Охте (2019 г. — приписан храм святителя Николая Чудотворца на малой Охте)[15].
- с 2020 г. — 2023 г. — член Общественной палаты Санкт-Петербурга[26].
- с 2022 г. — Высшие епархиальные курсы святого праведного Иоанна Кронштадтского (исполнительный директор)
- с 2023 г.— настоятель Борисоглебского прихода на Синопской набережной Санкт-Петербурга
- с 2025 г.— настоятель Князь-Владимирского собора г. Санкт-Петербурга[4]

## Культурно-образовательные проекты
- 05.05.2015 — Арт-житие "Преподобных подвигов эпоха" в Мариинском театре с участием Ульяны Лопаткиной, Сергея Паршина, Валерия Татарова[27][28]
- 31.05.2015 — Музыкальный проект «Наследники князя Владимира: линия времени — обратный отсчёт» на Новой сцене Мариинского театра[29].
- 31.12.2015 — Художественно-музыкальный духовно-просветительский проект «Город апостолов»[30].
- 31.05.2016 — Музыкальный проект «Небесные Серафимы: музыкальная история» на Новой сцене Мариинского театра[31][32].
- 30.01.2017 — Проект «Путь к Богу: миссионерско — катехизическое служение»[33].
- 18.12.2017 — Духовно-просветительский художественно-музыкальный проект «Заступники столетий» в ЦВЗ «Манеж»[34].
- 12.07.2017 — Музыкальный проект «Апостолы тысячелетий» на сцене Академической Капеллы[35].
- 07.11.2018 — Музыкальный проект «Перезвоны столетий: 1917—2017» в Ледовом дворце, при поддержке Комитета по культуре Санкт-Петербурга, с участием заслуженной артистки России, депутата Законодательного собрания Санкт-Петербурга Анастасии Мельниковой, режиссёр — Игорь Копытов[36][37].
- 31.10.2018 — Проект «Перезвоны столетий: духовная культура и современное образование — перспектива единства», при поддержке Фонда президентских грантов[38].
- 13.05.2019 — Духовно-просветительский музыкальный проект «Большой Пасхальный Концерт „Молодые святые. Сердце, открытое людям…“»[39] при поддержке Комитета по культуре Санкт-Петербурга.
- 31.07.2019 — «Духовная сила музыки», при поддержке Фонда президентских грантов[40].
- 12.07.2019 — Духовно-просветительский музыкальный проект «Концерт в честь святых апостолов Петра и Павла» в Академической Капелле[41].
- 31.12.2019 — С Верой и разумом: инновационные технологии в преподавании «Основ духовно-нравственной культуры народов России», международный грантовый конкурс «Православная инициатива».
- 16.12.2019 — Духовно-просветительский музыкальный проект «Предрождественская музыкальная мистерия „Пещное действо“» на исторической сцене Александринского театра[42].
- 01.02.2020 — Книга «Музыкальное откровение: христианский путеводитель к музыке и музыкантам»[43].
- 31.05.2020 — «Духовные уроки России, рассказанные её героями для детей», при поддержке Фонда президентских грантов[44].
- 31.05.2020 — Проект «Духовные уроки России, рассказанные её героями для детей» при поддержке Фонда президентских грантов[45].
- 15.10.2020 — «Концерт в честь святых апостолов Петра и Павла при поддержке Комитета по культуре Санкт-Петербурга»[46].
- 27.11.2020 — Духовно-просветительский музыкальный проект, посвященный 75-летию Великой Победы — сценическая оратория «Чудесное спасение» при поддержке Комитета по культуре Санкт-Петербурга[47].
- 30.11.2020 — премьера оратории «Чудесное спасение», посвященная 75-летию Великой Победы[48].
- 12.07.2021 — Духовно-просветительский музыкальный проект «Апостолы 21 века» в Капелле при поддержке Комитета по культуре Санкт-Петербурга[49].
- 14.05.2021 — Цикл лекций-концертов «Сакральное пространство музыки» в Шереметевском дворце — Музее музыки[50].
- 17.05.2021 — Музыкальный проект «Арт-житие „Александр — мудрая сила России“» в Мариинском театре при поддержке Комитета по культуре Санкт-Петербурга[51].
- 01.04.2022 — «Пётр Первый на галерах империи: вектор креативной культуры» - документальный телесериал "Творец новой России: диалоги о Петре Великом"[52]
- 16.05.2022 — Музыкальный проект «СОНЕТЫ ПЕТРОПОЛЯ: НАЧАЛО... ко дню рождения Петра Великого» на исторической сцене Мариинского театра[53]
- 12.07.2022 — Духовно-просветительский музыкальный проект «Петр и Павел: великая встреча» в Академической капелле Санкт-Петербурга[54]
- 15.12.2022 — I Санкт-Петербургский Форум духовных композиторов [55]
- 15.05.2023 — «Духовно-просветительский музыкальный проект «Большой Пасхальный Концерт «Пасха Нового мира» в Мариинском театре при поддержке комитета по культуре Санкт-Петербурга[56]
- 30.06.2023 — Проект «Петр Первый на галерах империи: вектор креативной культуры». При поддержке Президентского фонда культурных инициатив[57]
- 30.09.2023 — Выставка «Альфа и Омега» при поддержке Комитета по культуре Санкт-Петербурга
- 17.12.2023 — ll Форум духовных композиторов[55]
- 11.06.2024 — Большой пасхальный концерт "Воспевая материнство, семью и детство" при поддержке Комитета по культуре Санкт-Петербурга[58]
- 14.07.2024 — Рок-оратория «Петр и Павел: великая встреча» при поддержке комитета по культуре Санкт-Петербурга[59]

## Награды
- 2014 — медаль св.ап.ев. Иоанна Богослова СПбПДА II степени[60].
- 2015 — юбилейная медаль Русской Православной Церкви «В память 1000-летия преставления равноапостольного великого князя Владимира».
- 2016 — патриарший знак за труды по церковно-нравственному просвещению.
- 2017 — медаль Ордена Николая, архиепископа Мирликийского, Чудотворца «За заслуги в благотворительности».
- 2018 — медаль св.ап.ев. Иоанна Богослова СПбПДА I степени.
- 2018 — медаль в память 100-летия восстановления патриаршества.
- 2021 — медаль св. первоверховного ап. Петра Санкт-Петербургской митрополии II степени;[61]
- 2024 — Благодарность Губернатора Санкт-Петербурга
- 2024 — знак  священномученика Вениамина, митрополита Петроградского и Гдовского «За заслуги перед Санкт-Петербургской Митрополией»[62]